# Хайнрих II фон Нойенбаумбург
Хайнрих II фон Нойенбаумбург (на немски: Heinrich II, Raugraf von Neuenbaumburg/Neuenbaumberg; * пр. 1277; † ок. 1288) е рауграф на Нойенбаумбург (в Ной-Бамберг, Рейнланд-Пфалц).

## Произход
Той е големият син на рауграф Хайнрих I фон Нойенбаумбург († 1261) и съпругата му графиня Агнес фон Саарбрюкен († сл. 1261), сестра на Хайнрих († 1234), епископ на Вормс, дъщеря на граф Симон II фон Саарбрюкен († сл. 1207) от род Валрамиди и графиня Лиутгард фон Лайнинген († сл. 1239). Брат е на Емих I фон Нойенбаумбург († 1299), епископ на Вормс (1294 – 1299). Сестра му Кунигунда фон Нойенбаумбург († 1307) се омъжва пр. 1271 г. за Вирих II фон Даун († 1299), и е майка на Хайнрих фон Даун, епископ на Вормс (1318 – 1319).
Баща му основава линията „Ной Баумбург“ на рода.

## Фамилия
Хайнрих II фон Нойенбаумбург се жени за графиня Аделхайд фон Сайн († сл. 1309), дъщеря на граф Готфрид I фон Спонхайм-Сайн († 1283) и Юта фон Изенбург, наследничка на Хомбург († 1314/1316). Те имат децата:
- Готфрид фон Нойенбаумбург (* пр. 1295; † 1308), рауграф на Нойенбаумбург
- Хайнрих III фон Нойенбаумбург (* пр. 1295; † 1344), рауграф на Нойенбаумбург, господар на Ноймаген, женен за Елизабет фон Фалкенщайн-Мюнценберг († 1 септември 1328)
- Юта фон Нойенбаумбург († сл. 14 февруари 1344), омъжена пр. 19 март 1307 г. за Хайнрих фон Хоенфелс († 28 октомври 1329)

Вдовицата му Аделхайд фон Сайн се омъжва втори път пр. 1292 г. за рауграф Конрад IV фон Щолценберг († сл. 1327).